# Paralaophonte dieuzeidei
Paralaophonte dieuzeidei är en kräftdjursart som beskrevs av Albert Monard. Paralaophonte dieuzeidei ingår i släktet Paralaophonte och familjen Laophontidae. Inga underarter finns listade i Catalogue of Life.